# Liste der Biografien/Tee
Liste der Biografien |
Portal Biografien |
Personensuche
# |
A |
B |
C |
D |
E |
F |
G |
H |
I |
J |
K |
L |
M |
N |
O |
P |
Q |
R |
S |
T |
U |
V |
W |
X |
Y |
Z |
?
 
Ta |
Tc |
Te |
Tf |
Tg |
Th |
Ti |
Tj |
Tk |
Tl |
Tm |
To |
Tq |
Tr |
Ts |
Tu |
Tv |
Tw |
Tx |
Ty |
Tz
 
Tea |
Teb |
Tec |
Ted |
Tee |
Tef |
Teg |
Teh |
Tei |
Tej |
Tek |
Tel |
Tem |
Ten |
Teo |
Tep |
Teq |
Ter |
Tes |
Tet |
Teu |
Tev |
Tew |
Tex |
Tey |
Tez
Die Liste der Biografien führt alle Personen auf, die in der deutschsprachigen Wikipedia einen Artikel haben. Dieses ist eine Teilliste mit 69 Einträgen von Personen, deren Namen mit den Buchstaben „Tee“ beginnt.

## Tee
- Tee (* 1982), japanischer Sänger
- Tee Grizzley (* 1994), US-amerikanischer Rapper
- Tee, Brian (* 1977), US-amerikanischer SchauspielerBrian Tee (* 1977)

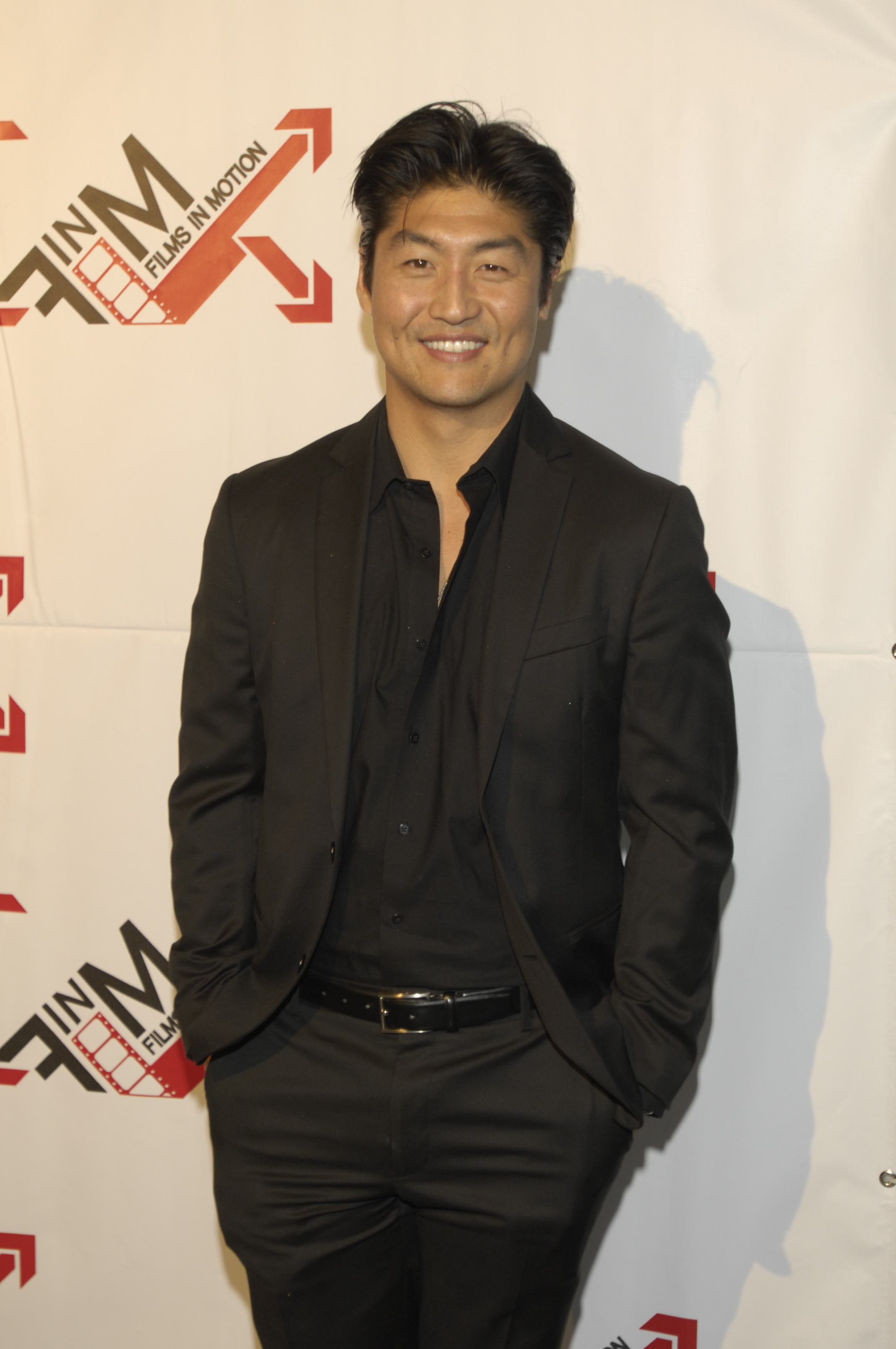
Brian Tee (* 1977)

- Tee, Janelle, philippinische Schauspielerin
- Tee, Jing Yi (* 1991), malaysische Badmintonspielerin
- Tee, Richard (1943–1993), amerikanischer Pianist, Organist und Arrangeur
- Tee-Onkel (1872–1945), Straßenhändler und Braunschweiger Stadtoriginal

### Teeb
- TeeBee (* 1976), norwegischer Produzent und DJ

### Teec
- Teece, David J. (* 1948), neuseeländischer Ökonom

### Teed
- Teed, Cyrus Reed (1839–1908), US-amerikanischer Arzt und Neuoffenbarer
- Teed, Jill (* 1964), kanadische Schauspielerin
- Teede, Andra (* 1988), estnische Schriftstellerin

### Teef
- Teefy, Maureen (* 1953), US-amerikanische Schauspielerin

### Teeg
- Teegarden, Aimee (* 1989), US-amerikanische Schauspielerin
- Teege, Grete (1893–1959), deutsche Politikerin (SPD), MdL
- Teege, Jennifer (* 1970), deutsche Schriftstellerin und Werbetexterin
- Teege, Joachim (1925–1969), deutscher Schauspieler und Kabarettist
- Teege, Kurt († 1942), deutscher Journalist
- Teeguarden, Pam (* 1951), US-amerikanische Tennisspielerin

### Teeh
- Teehan, Ciarán (* 1999), irischer Dartspieler
- Teehan, Patrick (1904–1985), irischer Politiker (Fianna Fáil)
- Teehuteatuaenoa, polynesische Siedlerin auf Pitcairn

### Teek
- Teek, Pio (1947–2021), namibischer Richter und Ombudsmann
- Teeks, neuseeländischer Soulsänger

### Teel
- Teela, Denise (* 1979), US-amerikanische Biathletin
- Teela, Jeremy (* 1976), US-amerikanischer Biathlet
- Teelen, Stefan (* 1979), belgischer Fußballspieler
- Teelow, Sarah (1993–2013), australische Wasserskiläuferin

### Teem
- Teemant, Jaan (* 1872), estnischer Jurist und Politiker

### Teen
- Teena Marie (1956–2010), US-amerikanische R&B- und Soul-Sängerin, Gitarristin, Komponistin und ProduzentinTeena Marie (1956–2010)

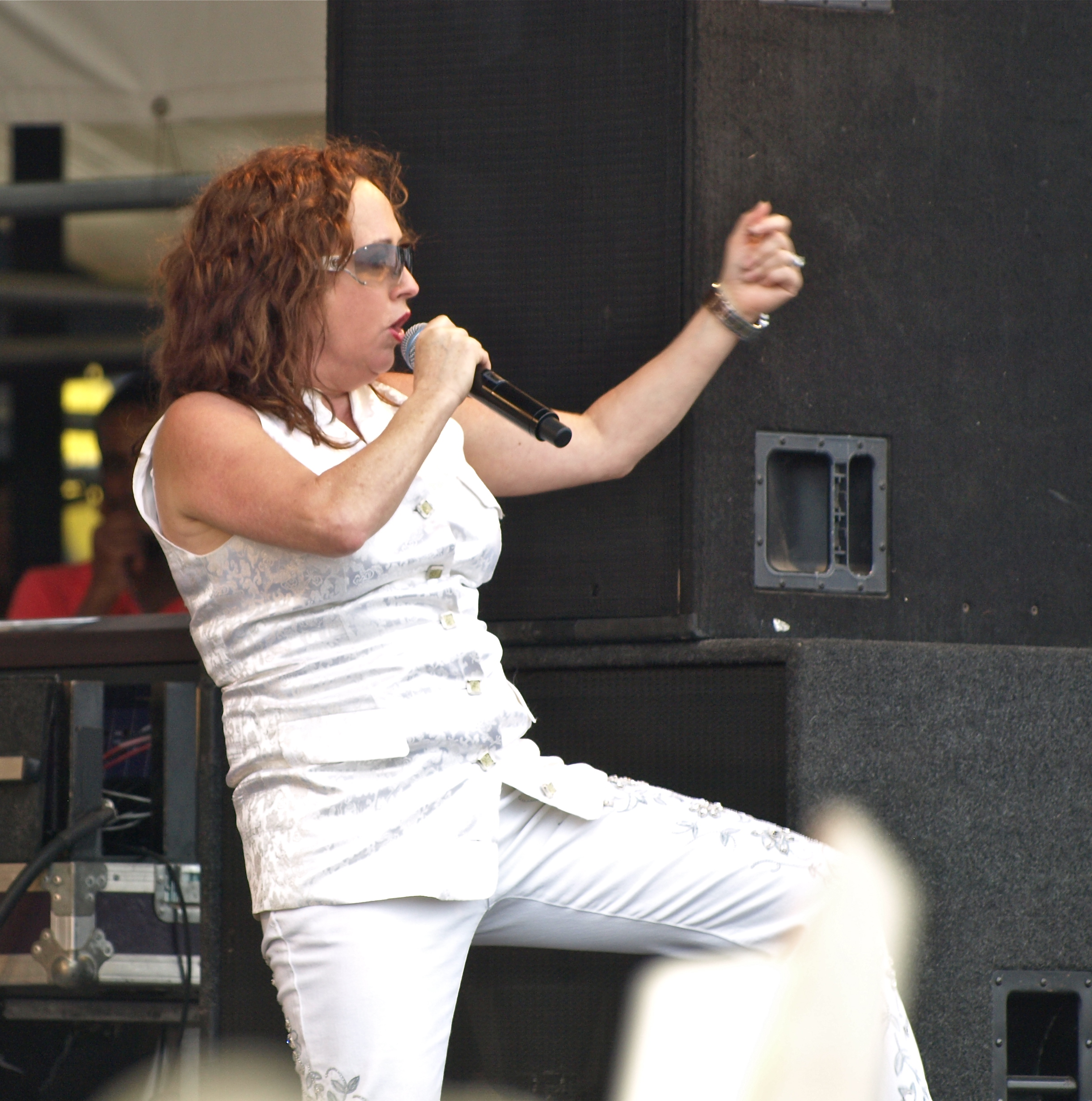
Teena Marie (1956–2010)

- Teena, Brandon (1972–1993), US-amerikanisches Mordopfer auf Grund seiner Transgender-Identität

### Teep
- Teepe, Joris (* 1962), niederländischer Jazzmusiker

### Teer
- Teeradon Poonsawat (* 2006), thailändischer Fußballspieler
- Teeranat Ruengsamoot (* 2000), thailändischer Fußballspieler
- Teerapat Chadpuk (* 2000), thailändischer Fußballspieler
- Teerapat Chaichoedchu (* 2000), thailändischer Fußballspieler
- Teeraphol Yoryoei (* 1994), thailändischer Fußballspieler
- Teerapong Deehamhae (* 1991), thailändischer Fußballspieler
- Teerapong Palachom (* 1996), thailändischer Fußballspieler
- Teerasak Ngamsang (* 1991), thailändischer Fußballspieler
- Teerasak Phosrithong (* 1994), thailändischer Fußballspieler
- Teerasak Po-on (* 1978), thailändischer Fußballspieler
- Teerasak Poeiphimai (* 2002), thailändischer Fußballspieler
- Teerasil Dangda (* 1988), thailändischer Fußballspieler
- Teerat Nakchamnan (* 1986), thailändischer Fußballspieler
- Teeratep Pangkham (* 2002), thailändischer Fußballspieler
- Teeratep Winothai (* 1985), thailändischer Fußballspieler
- Teerawiwatana, Pramote (1967–2012), thailändischer Badmintonspieler
- Teerawut Churok (* 1998), thailändischer Fußballspieler
- Teerawut Wongtun (* 1991), thailändischer Fußballspieler
- Teerayut Ngamlamai (* 1988), thailändischer Fußballspieler
- Teeri, Tuula (* 1957), finnische Molekularbiologin
- Teerlinc, Levina († 1576), niederländische Malerin am englischen Hof
- Teerlinck, Martijn (1987–2013), niederländischer Dichter und Musiker
- Teerlink, Abraham (* 1776), niederländischer Maler und Zeichner

### Tees
- Teesdale, Robert (1740–1804), englischer Gärtner und Botaniker
- Teese, Frederick Halstead (1823–1894), US-amerikanischer Politiker
- Teesy (* 1990), deutscher Sänger, Songwriter und RapperTeesy (* 1990)

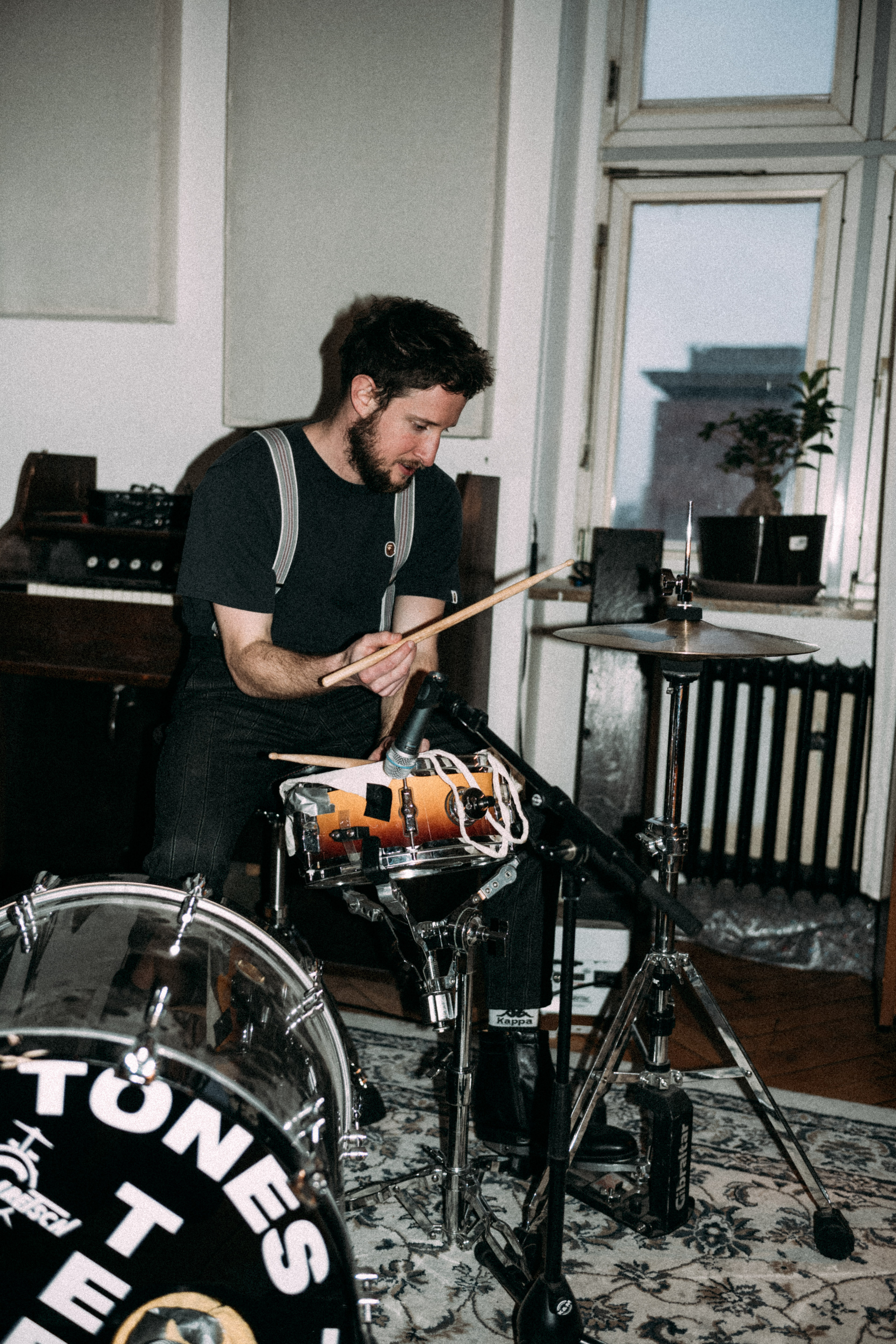
Teesy (* 1990)

### Teet
- Teetz, Annaliese (1910–1992), erste Kapitänin in Deutschland
- Teetz, Ferdinand (1860–1924), deutscher Philologe, Lehrer und Schulleiter sowie Autor
- Teetz, Olaf (* 1960), deutscher Basketballspieler
- Teetzmann, Otto (1899–1947), deutscher NS-Funktionär und SS-Führer
- Teetzmann, Theodor (1859–1930), preußischer Offizier, zuletzt Generalleutnant

### Teeu
- Teeuwen, Margje (* 1974), niederländische Hockeyspielerin
- Teeuwen, Stefanie (1969–2023), deutsche Eisschnellläuferin und Eisschnelllauffunktionärin
- Teeuwissen, Arjen (1971–2024), niederländischer Dressurreiter

### Teev
- Teevan, Thomas (1902–1976), irischer Jurist, Generalstaatsanwalt
- Teeven, Fred (* 1958), niederländischer Jurist, Politiker und Staatsanwalt
- Teever, Ingemar (* 1983), estnischer Fußballspieler